# Трюдо, Пьер Эллиот
Жозеф Филипп Пьер Ив Эллио́тт Трюдо́ (англ. и фр. Joseph Philippe Pierre Yves Elliott Trudeau, 18 октября 1919, Монреаль, Канада — 28 сентября 2000, там же) — канадский политик, пятнадцатый премьер-министр Канады в 1968—1979 и 1980—1984 годах. Перенёс центр законодательной власти из британского парламента в Палату общин в Оттаве, сделав таким образом Канаду полностью самостоятельной и независимой от бывшей метрополии.
Трюдо является одним из самых известных политиков в истории страны, его называют «отцом современной Канады». Считается самым популярным человеком Канады в XX столетии.

## Биография
Потомок французских и шотландских переселенцев, Пьер Эллиотт Трюдо родился 18 октября 1919 года в Монреале в семье богатого квебекского адвоката (после его смерти в 1935 году осталась недвижимость стоимостью 5 млн долларов). В юности был сторонником Народного блока, выступавшего с антифедеральными лозунгами, в частности, против участия квебекцев в боевых действиях в Европе (в дальнейшем Трюдо, напротив, отстаивал профедеральные позиции и был оппонентом квебекских националистов).
Получил образование в Монреальском университете (окончил юридический факультет в 1943), Гарварде, Парижском Институте политических исследований, Лондонской школе экономики и политических наук, где изучал право, экономику и политологию.
В Гарварде он избрал темой своей диссертации проблему соотношения коммунизма и христианства. Он становится убеждённым сторонником кейнсианской экономики в значительной степени благодаря влиянию своих преподавателей — Йозефа Шумпетера и Джона Кеннета Гэлбрейта в Гарварде и Гарольда Ласки в Лондоне. В Париже на его интеллектуальное становление также повлияли персонализм Эммануэля Мунье и книга Николая Бердяева «О рабстве и свободе человека. Опыт персоналистической философии».
В 1951 году посетил Советский Союз, вследствие чего ему некоторое время был запрещён въезд в охваченные маккартистской истерией Соединённые Штаты. Более того, в ФБР по личному распоряжению Эдгара Гувера на него было заведено досье. Когда после смерти Трюдо в 2000 году оно было рассекречено (и опубликовано — со значительными купюрами), оказалось, что оно представляет собой 161-страничное дело, в котором попадаются газетные материалы, называющие его «радикальным социалистом» и «канадским Кастро».
Кроме того, из-за левых симпатий молодого Трюдо он трижды отстранялся от возможности преподавать в Монреальском университете по распоряжению премьер-министра Квебека Мориса Дюплесси, отличавшегося крайним антикоммунизмом. Трюдо выступал с осуждением авторитарных методов и клерикализма Дюплесси на страницах журнала «Сите либр». Он сыграл важную роль в подготовке процесса «Тихой революции», устранившей в Квебеке всевластие католической церкви и консервативные порядки, а также установившей систему социального обеспечения.
В 1961—1965 годах работал адъюнкт-профессором права, преподавал в Монреальском университете.

## Политическая деятельность
После возвращения в 1949 году в Канаду начал карьеру адвоката и профсоюзного деятеля Квебека. В 1949—1951 годах короткое время проработал в Оттаве в аппарате либерального премьер-министра Луи Сен-Лорана в качестве советника по экономике.
Его известность как поборника гражданских свобод возросла после участия в качестве юрисконсульта ряда профсоюзов в стачке шахтёров на асбестовых карьерах в Квебеке в 1949 году. Он отобразил это событие в изданной в 1956 году книге «La grève de l’amiante», в которой рассматривал забастовку как ключевое событие квебекской истории, положившее начало сопротивлению франкофонным клерикальным политическим кругам и англоязычной буржуазии, длительное время контролировавших провинцию. Позже принял участие в кампании обновления Либеральной партии Квебека, которая в 1960 году победила консерваторов на выборах в провинции.
Изначально, оставаясь при социал-демократических ценностях, был близок к ряду интеллектуалов из Федерации кооперативного содружества (в том числе к Фрэнку Скотту, Юджину Форси, Майклу Оливеру и Чарльзу Тейлору) и в 1950-х годах являлся членом этой партии левого толка. Однако, став политиком федерального уровня, связал свою политическую судьбу не с основанной на базе последней Новой демократической партией (НДП), а c Либеральной партией. Это было связано с тем, что он сомневался в успехе привлечения голосов франкоканадцев Томми Дугласом, а следовательно, и в возможностях НДП сформировать федеральное правительство. Кроме того, у него были расхождения с позицией НДП по вопросу существования «двух наций» в Канаде. Являлся принципиальным сторонником федерализма и противником национализма провинций, особенно Квебека, поддерживая вместе с тем идею автономии для родной провинции.
На выборах 1963 года ещё поддерживал недавно образованную Новую демократическую партию, но в 1965 году вступил в Либеральную партию вместе с двумя единомышленниками, Жераром Пелетье и Жаном Маршаном, намереваясь реформировать её изнутри. Даже вступив в Либеральную партию, он продолжал критиковать отдельные аспекты политического курса либерального кабинета Лестера Пирсона — например, размещение в Канаде американских ракет «Бомарк» с ядерными зарядами.
В 1967 году Трюдо становится министром юстиции и генеральным прокурором. Он использовал своё положение как трибуну для дискуссии с квебекским премьером Джонсоном, который требовал предоставления особого статуса для провинции.

## На посту премьер-министра
В апреле 1968 года после отставки Пирсона был избран лидером Либеральной партии, получив 51 % делегатов партийного съезда и возглавил правительство. В том же году на федеральных выборах ему противостояли сильные конкуренты — Роберт Стэнфилд от консерваторов и Томми Дуглас от социалистической НДП. Однако Либеральная партия сумела получить более 45 % голосов избирателей и абсолютное большинство в Палате общин, выступая под лозунгами «Справедливого общества» (в духе государства всеобщего благоденствия) на волне всеобщей «трюдомании».
Возглавляемое им правительство принимало меры для решения квебекского вопроса: в 1969 году был принят закон о равенстве английского и французского языков на федеральном уровне, применении двуязычия в районах, где число говорящих на втором языке превышает 10 %, а также изучении французского языка чиновниками. Но этот закон не удовлетворил квебекских сепаратистов, к тому же им были недовольны англоязычные провинции, особенно на западе страны.
В результате, радикальный Фронт освобождения Квебека провёл ряд терактов и похищений известных лиц, в частности, был похищен и убит министр труда Пьер Ляпорт. Правительство было вынуждено ввести военное положение и направить в Квебек войска. Начались массовые аресты, в результате которых задерживались не только экстремисты, но и просто «подозрительно выглядевшие» граждане. Гражданские свободы были ограничены. Чрезвычайное положение, введённое в результате «Октябрьского кризиса», было отменено только в 1971 году. Сепаратизм был подавлен, но в результате жёстких действий канадского правительства и массовых арестов, идея отделения Квебека от Канады получила в провинции много новых сторонников. В 1980 году сепаратисты организовали референдум по отделению Квебека, но потерпели поражение.
П. Э. Трюдо был убеждённым приверженцем социал-либерализма, он отменил смертную казнь, легализовал аборты, прекратил преследование гомосексуалов, упростил процедуру разводов. В условиях значительного роста инфляции и безработицы на рубеже 1960—1970-х годов его кабинет пытался добиться стабилизации цен и уговорить профсоюзы умерить требования о повышении зарплаты, однако профсоюзы отказались сотрудничать с правительственной комиссией по ценам и доходам. С другой стороны, кабинет Трюдо совершил важные социальные преобразования, включая освобождение от уплаты налогов лиц с низкими доходами, повышение пенсий и пособий с учётом инфляции, организации общественных работ. В условиях экономического кризиса 1974—1975 годов правительство Трюдо ввело в 1975 году контроль над ценами (на ряд продуктов питания и бензин) и доходами, который действовал до 1978 года. С целью обеспечения нового курса в энергетической политике была учреждена государственная компания «Петро-Канада» («Petro-Canada»).
В 1972 году ЛП оказалась в меньшинстве в парламенте, получив на выборах 38,4 % голосов и 109 из 264 мест в нижней палате, однако благодаря внешней поддержке Новой демократической партии оставалась у власти в качестве «правительства меньшинства». В мае 1974 года вотум недоверия правительству, высказанный Палатой общин в связи с отрицательным исходом голосования за проект бюджета, привёл к внеочередным выборам, на которых Либеральная партия получила 43,15 % голосов, 32 дополнительных места и, имея 141 место в парламенте, сформировала новое однопартийное правительство. В итоге либералы находились у власти вплоть до поражения на выборах 22 мая 1979 года (партия получила 40,1 % голосов и 114 мест в парламенте). Трюдо уже собирался уходить в отставку с внутрипартийных постов, но успех его политических оппонентов был непрочным. В декабре 1979 года консервативное правительство Джо Кларка потерпело поражение в ходе парламентского голосования по бюджету. На внеочередных выборах в феврале 1980 года Либеральная партия вновь взяла верх над Прогрессивно-консервативной, получив 44,3 % голосов и 147 мест в парламенте против 32,5% и 103 мест у оппонентов.
Снова став премьер-министром, Трюдо оставался на этом посту следующие четыре с половиной года. В 1982 году он выступил инициатором изменений в федеральной конституции с целью положить конец полномочиям британского парламента. В 1982 году он принял участие в программе «Чтобы Польша была Польшей», чтобы выразить поддержку «Солидарности». Результатом стал Конституционный акт 1982 года, который, будучи утверждённым британским парламентом в качестве составляющей Акта о Канаде, означал репатриацию канадской конституции и формальное обеспечение полного суверенитета Канады. Столкнувшись с консервативной оппозицией, Трюдо мобилизовал лоббистские группы в поддержку Хартии прав и свобод (как части конституции). Кроме того, оппозиция, связанная с компаниями, добывающими нефть в Западной Канаде, была недовольна Национальной энергетической программой, внедрявшейся правительством с целью защитить канадских потребителей от резких перепадов мировых цен на нефть.
В июне 1984 года ушёл в отставку с поста премьер-министра и лидера партии, после чего до конца жизни занимался юридической практикой.

## Внешняя политика
Проводил политику постепенного дистанцирования от США − важнейшего экономического и стратегического партнёра Канады (и её единственного сухопутного соседа). Например, на Рождество 1969 года (разгар протестов против войны США во Вьетнаме) премьер-министр, ранее лично участвовавший в антивоенных маршах, официально принял у себя в кабинете известных противников этой войны — знаменитых Джона Леннона и Йоко Оно. А в 1976 году первым из западных политиков посетил Кубу, несмотря на протесты американских официальных лиц. В 1971 году он совершил визит в СССР и принимал в Канаде Алексея Николаевича Косыгина. Кроме того, он развивал связи с Китайской народной республикой, с которой установил дипломатические отношения.
В 1970 году была обнародована Белая книга «Внешняя политика для канадцев», в которой излагались основные концепции правительства относительно уменьшения зависимости страны от США в военно-политическом и экономическом плане. Наполовину сократил канадское участие в НАТО, вывел канадские войска из «ударных ядерных сил» НАТО в Европе и к 1972 году ликвидировал базы американских ракет «Бомарк» на канадской территории. В торговой сфере его правительство стремилось к «третьей альтернативе», предусматривающей, в первую очередь, расширению оборота с Западной Европой.

## Политика в отношении аборигенных народов
Критики отмечают, что в своём стремлении сформировать единую канадскую федерацию он прибегал к жёстким мерам на грани законности. В частности, именно на годы его двух премьерских сроков пришлась «облава шестидесятых» — программа принудительного изъятия детей из индейских семей с целью их последующей передачи усыновителям, главным образом за пределами Канады. Лишь во втором десятилетии XXI в. последовали извинения и решения о компенсации со стороны сначала провинциальных, а затем и федерального правительства.
Кроме того, уже во второй год своего премьерского срока он вместе с министром по правам индейцев Жаном Кретьеном предложил законопроект (en:1969 White Paper), уравнивавший индейцев в гражданских правах с прочим населением. Проект, впрочем, был отвергнут представителями индейских племён на том основании, что такое уравнивание лишало их «особых прав», гарантированных прежним Законом об индейцах, а также вело в конечном счёте к их культурной ассимиляции.

## Награды и признание
- Компаньон ордена Канады (1985)[8]
- Орден Кавалеров Почёта (1985)[9]
- Медаль Серебряного юбилея королевы Елизаветы II (1977)
- Медаль 100-летия Канады (1967)
- Медаль 125-летия Канадской конфедерации (1992)

## Память
- 1 января 2004 года Монреальский аэропорт Дорваль переименован в честь П. Э. Трюдо.

## Оценки
Он приложил огромные усилия для изменения нашего общества и формирования национального характера канадцев. Благодаря Трюдо мы получили настоящее признание на международной арене, сопоставимое с нашими размерами и силой. Куда бы он ни ехал с визитом, он давал нам повод гордиться тем, что мы — канадцы.— Премьер-министр Канады в 1993—2003 годах Жан Кретьен
- "Блестящий,  мужественный и преждевременно умерший политик, в похоронах которого я участвовал от имени Кубы", - вспоминал Фидель Кастро[11].

## Личная жизнь
Имел репутацию эксцентричной и неординарной личности, могущей сделать пируэт в Букингемском дворце за спиной королевы.
В 1969—1970 годах был в романтических отношениях с известной американской киноактрисой Барброй Стрейзанд.
Оппозиция заявляла, что 16 февраля 1971 года в Палате общин Парламента Канады он нецензурно выругался. В народе сказанную им брань в шутку называют «fuddle duddle»: эти слова он употребил в интервью, оправдываясь за возможный инцидент. Его сын Джастин Трюдо, также ставший премьер-министром Канады, позднее признался, что его отец действительно тогда выругался.
Умер в Монреале 28 сентября 2000 года в возрасте 80 лет от рака простаты. Его похороны посетили такие разные личности, как экс-президент США Джимми Картер, лидер Кубинской революции Фидель Кастро и имам исмаилитов Ага-хан IV.

## Семья
- Жена (1971—1984) — Маргарет Трюдо.
- Дети:
  - Джастин Трюдо (род. 1971, избран премьер-министром Канады на федеральных выборах 19 октября 2015 года[16], лидер Либеральной партии с 2013 года; женат на Софи Грегуар, трое детей).
  - Александр Трюдо (род. 1973, журналист и режиссёр-документалист)
  - Мишель Трюдо (1975—1998, погиб в 23 года из-за схода лавины во время катания на лыжах)
  - Сара Элизабет Койн (род. 1991)